# Ammenäs
Ammenäs è un'area urbana della Svezia situata nel comune di Uddevalla, contea di Västra Götaland.
La popolazione rilevata nel censimento 2010 era di 544 abitanti .